# Hennadij Rasin
Hennadij Wiktorowytsch Rasin (ukrainisch Геннадій Вікторович Разін, russisch Геннадий Викторович Разин/Gennadi Wiktorowitsch Rasin; * 3. Februar 1978 in Charkiw, Ukrainische SSR) ist ein ukrainischer Eishockeyspieler, der zuletzt beim HK Donbass Donezk aus der Kontinentalen Hockey-Liga unter Vertrag stand.

## Karriere
Hennadij Rasin begann seine Karriere als Eishockeyspieler bei Druschba-78 Charkiw in seiner Heimatstadt. Als 17-Jähriger wechselte er nach Kanada zu den St. Albert Saints in die Alberta Junior Hockey League. Beim CHL Import Draft 1996 wurde er von den Kamloops Blazers, für die er von 1996 bis 1998 in der Western Hockey League aktiv war, in der ersten Runde als insgesamt 42. Spieler gezogen. Während der Zeit in Kamloops wurde er im NHL Entry Draft 1997 in der fünften Runde als insgesamt 122. Spieler von den Montréal Canadiens ausgewählt, für die er allerdings nie spielte. Stattdessen stand der Ukrainer von 1998 bis 2002 für deren Farmteams aus der American Hockey League, zunächst in einer Spielzeit für die Fredericton Canadiens und anschließend drei Jahre lang für die Québec Citadelles, auf dem Eis.
Anschließend wechselte er in die russische Superliga, wo er von 2002 bis 2004 für Amur Chabarowsk auflief, ehe er von 2004 bis 2007 für Ak Bars Kasan spielte. Zudem bestritt der Verteidiger in der Saison 2004/05 insgesamt 23 Spiele für Neftechimik Nischnekamsk. Mit Ak Bars Kasan wurde Rasin 2006 Russischer Meister und gewann 2007 den IIHF European Champions Cup. Vor der Saison 2007/08 wechselte er zum HK Dynamo Moskau, mit dem er 2008 den Spengler Cup gewann.
Zwischen 2010 und 2013 stand er beim HK Traktor Tscheljabinsk, mit dem er 2012 den Kontinental-Pokal als punktbestes Team der KHL-Hauptrunde gewann. Nach der Saison 2012/13 lief sein Vertrag beim HK Traktor aus und Rasin kehrte in sein Heimatland zum HK Donbass Donezk zurück, wo er 2014 seine Karriere beendete.

### International
Für die Ukraine nahm Rasin an den Weltmeisterschaften 2000 und 2004 teil.

## Erfolge und Auszeichnungen
- 2006 Russischer Meister mit Ak Bars Kasan
- 2007 IIHF-European-Champions-Cup-Gewinn mit Ak Bars Kasan
- 2008 Spengler-Cup-Gewinn mit dem HK Dynamo Moskau
- 2008 All-Star-Team des Spengler Cup

## KHL-Statistik
(Stand: Ende der Saison 2013/14)